# Kaligrafia chińska
Kaligrafia chińska (chiń. upr. 书法; chiń. trad. 書法; pinyin shūfǎ; dosł. „sposób pisania”) – sztuka kaligraficzna rozwinięta w Chinach, wykorzystująca pismo chińskie. Wykonywana, podobnie jak malarstwo, na papierze za pomocą pędzla kaligraficznego i czarnego tuszu (zob. cztery skarby gabinetu). W odróżnieniu od kaligrafii europejskiej nie była wyłącznie sztuką dekoracyjną i sposobem pięknego pisania, ale miała status samodzielnej sztuki, a dzieła kaligraficzne były wysoko cenione, oprawiane jak obrazy i kolekcjonowane. Rozwinęła się w pełni od czasów dynastii Jin i jest kontynuowana do dziś. Wchodziła w skład tzw. czterech sztuk (które winien znać każdy wykształcony człowiek), a w połączeniu z poezją chińską i malarstwem, tworzyła tzw. „trzy doskonałości”. Umiejętność tworzenia kaligrafii była oznaką człowieka uczonego, osoby o wysokim statusie (wśród wybitnych kaligrafów byli nawet cesarze); osoby takie, zwłaszcza politycy zaznaczały swój patronat podarunkiem w postaci dzieła kaligraficznego. Z kaligrafii chińskiej wywodzą się inne kaligrafie wschodnioazjatyckie (japońska, koreańska i wietnamska).

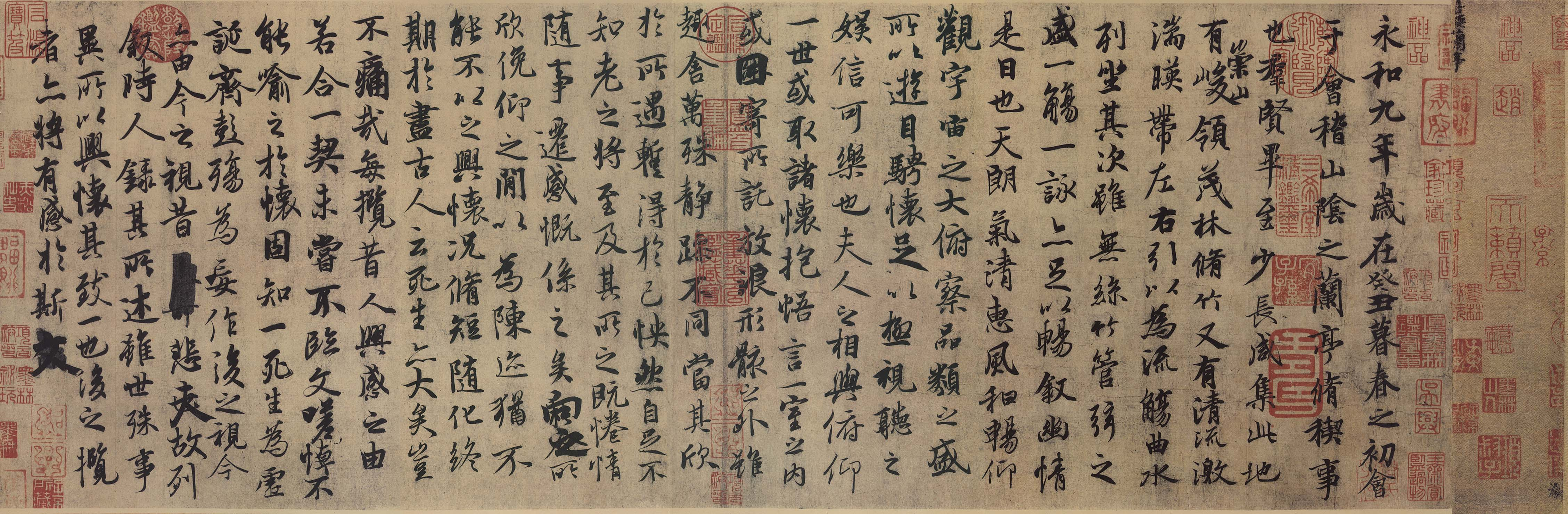
Rękopis z Altany Orchidei Wang Xizhi – kopia tego najsławniejszego chińskiego dzieła kaligraficznego sporządzona przez Feng Chengsu (617-672). Zbiory Muzeum Pałacowego w Pekinie

## Pismo chińskie
Pismo chińskie wywodzi się od pisma piktograficznego, ale bardzo wcześnie przyjęło postać pisma ideofonograficznego, w którym forma znaku przedstawia pewne informacje o jego wymowie, a także znaczeniu. Te cechy pisma wykorzystywane były dla celów poetyckich i magicznych. Np. taoistyczni magowie tworzyli amulety zawierające wiele znaków o tym samym kluczu (części przekazującej znaczenie), by spotęgować magiczne działanie, sugerowane przez ów klucz (np. wody, pioruna itp.). Wang Wei, poeta tangowski, w wierszu opisującym rozkwitanie pączka hibiskusa, łączy znaki proste i złożone, przez co rozwój kwiatu można równocześnie odczytać ze znaczenia znaków, jak i zobaczyć w ich coraz bardziej skomplikowanych formach. Kaligrafia i poezja chińska wykorzystują te graficzne oraz sakralne cechy i konotacje pisma chińskiego.
Kaligrafia chińska wykorzystywała graficzne elementy chińskich znaków: kierunek kresek i jego zmianę, ich grubość, wzajemne rozłożenie wewnątrz znaku itp. Indywidualność twórcy przejawiała się w sposobie ich stawiania, celowym lub nieumyślnym odstępstwie od reguł pisania kresek, ich dynamiczności, sposobie łączenia i ogólnej kompozycji napisu.

## Historia kaligrafii
Historia pisma chińskiego, w tym tworzenia ozdobnych napisów, sięga czasów dynastii Shang, ale wczesne typy pisma jak np. pismo małopieczęciowe były dość trudne do pisania; podobnie, wczesne materiały piśmiennicze, jak listewki bambusowe, bardzo ograniczały piszących. Rozpowszechnianie się za czasów dynastii Han papieru i pędzla jako narzędzi pisarskich oraz opracowanie „miękkiego” i łatwego w zapisie pisma kancelaryjnego lishu, umożliwiło rozwój kaligrafii jako samodzielnej sztuki. Kombinacja nowego pisma i nowego nośnika pisma pozwoliła piszącym na swobodniejsze tworzenie, większą zmienność kresek i ekspresję. Znanymi kaligrafami tego okresu byli Zhong Yao i Zhang Zhi; Cai Yong pozostawił pierwsze znane nam dzieło krytyczne na temat kaligrafii.
Z końcem dynastii Han, w czasach dynastii Jin, nastąpił gwałtowny rozwój kaligrafii, co łączyło się z upowszechnieniem płynniejszego i mniej formalnego od lishu pisma kursywnego caoshu. Umożliwiło on artystom swobodniejszą ekspresję w piśmie bardziej energicznym, osobistym niż dotychczasowe style, a nawet – niż jakikolwiek inny typ pisma na świecie. Z tego okresu znanych jest ponad 100 kaligrafów. Wśród nich wyróżniała się kobieta, dama Wei, nauczycielka największego chińskiego kaligrafa Wang Xizhi. Wang był znawcą pisma wzorcowego, ale stworzył własny, swobodniejszy styl, wersję pisma bieżącego. Jego syn, Wang Xianzhi, kontynuował eksperymenty, tworząc styl łączący pismo bieżące i kursywne (trawiaste). Obaj Wangowie, podobnie jak inni twórcy ich czasów pozostawali pod silnym wpływem filozofii i estetyki taoizmu. Przedmowa do rękopisu z Altany Orchidei autorstwa Wang Xizhi uznawana jest za najwybitniejszy wzór chińskiej kaligrafii, a dzieła obu Wangów wywarły ogromny wpływ na tę sztukę, zwłaszcza za czasów dynastii Tang. Cesarz Tang Taizong cenił Przedmowę tak wysoko, że oryginał zabrał ze sobą do grobu. Wang Xizhi jest uważany za twórcę „południowej szkoły” kaligrafii, podczas gdy „szkoła północna”, rozwijająca się zwłaszcza za czasów i na terenie północnego państwa Wei zachowała bardziej formalną i „kanciastą” postać pisma dynastii Han.
Epoka Tang to okres dojrzewania pisma wzorcowego. Najsławniejszymi kaligrafami tego okresu są Ouyang Xun, Yu Shinan, Chu Suiliang i Xue Ji. Pismo okresu Tang jest zdyscyplinowane, regularne i uporządkowane, w odróżnieniu od swobodniejszego i płynniejszego stylu czasów Jin. Równocześnie jednak doszło do pewnej syntezy stylów „północnych” i „południowych”, do czego przyczynił się zwłaszcza Yan Zhenqing. Istotne były też szkoły związane z taoistami i buddystami chan, często praktykujące swobodne style „dzikiej kursywy”. Na rozwój kaligrafii miał poważny wpływ dwór – cesarze Tang Taizong i Tang Xuanzong byli uznanymi kaligrafami (stela z Klasykiem Nabożności Synowskiej tego ostatniego do dziś znajduje się w „Lesie Stel” w Xi’anie). W epoce tej pojawiło się też wiele dzieł z zakresu krytyki, z których najważniejsze Shu duan (Oceny kaligrafii) Zhang Huaiguana (VIII w.).
Pismo bieżące (xingshu) dominowało w sztuce songowskiej, która ceniła elegancję, swobodne wyrażanie emocji i uwolnienie się od ograniczeń. Takiemu nastawieniu w kaligrafii odpowiadały style płynniejsze, mniej regularne, nawiązujące do mistrzów ery Jin, takie jak xingshu i kursywa. Wielkimi mistrzami dynastii Song byli: Su Shi, Huang Tingjian i Mi Fei.
Wśród twórców z epoki Ming należy wymienić postulującego spontaniczność i impulsywność w sztuce Dong Qichanga, w którego dużych, płynnie łączonych znakach cechy te się wyraźnie zaznaczają. Z artystów wczesnego okresu Ming, prace Wen Zhengminga charakteryzują się łączeniem stylów tangowskich i songowskich, kombinowaniem stabilnej kompozycji z wielką siłą; pisma współczesnego mu Zhu Yunminga charakteryzują się z kolei swobodą i energią wyrażoną w swobodnie płynących znakach „dzikiej kursywy”.
W czasach qingowskich wielu twórców odwróciło się od „manieryzmu” widocznego w sztuce poprzedniej dynastii Ming na rzecz prostoty i studiowania dawnych wzorów, np. inskrypcji na stelach. Niektórzy twórcy jak Fu Shan świadomie rezygnowali z elegancji i płynności, by zaznaczyć swoją niezależność i nonkonformizm. Zaznaczył się wtedy trend „archaizacji”, eksperymentowania z dawnymi stylami pisma, studiowania dawnych inskrypcji np. z czasów północnej dynastii Wei. Kang Youwei postulował reformę kaligrafii wraz z reformą polityczną. Na przełomie XIX i XX w. próbowano też łączenia różnych stylów pisma, w tym przedkaligraficznych, jak pismo pieczęciowe. Po 1949 r. i zwycięstwie komunistów, kaligrafia była dalej szeroko nauczana i praktykowana. Jednym z jej entuzjastów był Mao Zedong.
W 2009 roku kaligrafia chińska wpisana została na Listę reprezentatywną niematerialnego dziedzictwa kulturowego UNESCO.

### Style kaligraficzne
Rozwój znaków pisma chińskiego zakończył się zasadniczo z powstaniem pisma kancelaryjnego (chiń. upr. 隶书; chiń. trad. 隷書; pinyin lìshū) w III w. p.n.e. Dziś ten styl jest wykorzystywany jako świadomie archaiczny. Kolejne style kaligraficzne to:
- Pismo trawiaste, chiń. upr. 草书; chiń. trad. 草書; pinyin cǎoshū – swobodne, szybkie pismo stosowane od czasów dynastii Han, charakteryzuje się znaczną ekonomią ruchów podczas pisania dzięki pomijaniu niektórych elementów znaku i łączeniu innych w większe całości;
- Pismo bieżące, chiń. upr. 行书; chiń. trad. 行書; pinyin xíngshū – odmiana uproszczona, pośrednia między pismem trawiastym i kancelaryjnym. Część elementów jest łączona, ale znaki mają dość regularną formę i są w pełni czytelne. powstała ok. I-II wieku.
- Pismo wzorcowe, chiń. upr. 楷书; chiń. trad. 楷書; pinyin kǎishū – najbardziej typowa dziś odmiana chińskiego pisma, zbliżona do lishu; wszystkie elementy są zaznaczone, a poszczególne kreski i kropki kreślone oddzielnie; często stosowane do pism urzędowych[25].

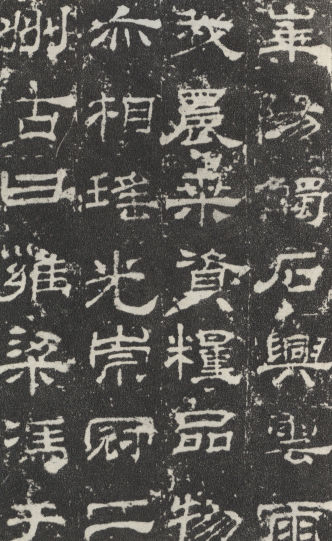
Lishu, odbitka z kamiennej steli
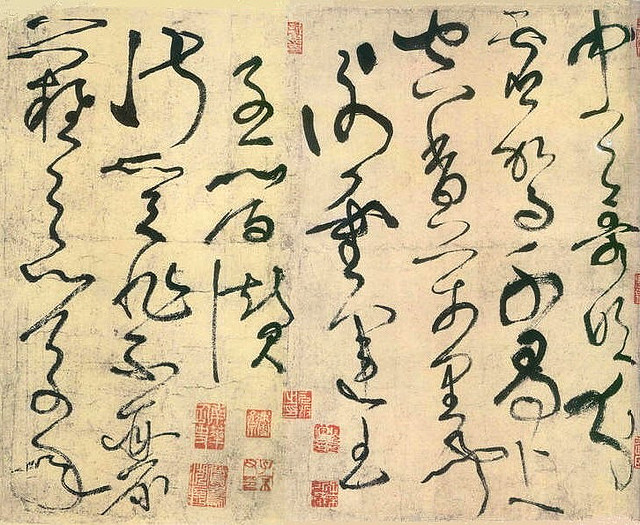
Caoshu, swobodna „dzika kursywa”, autorstwa Zhang Xu
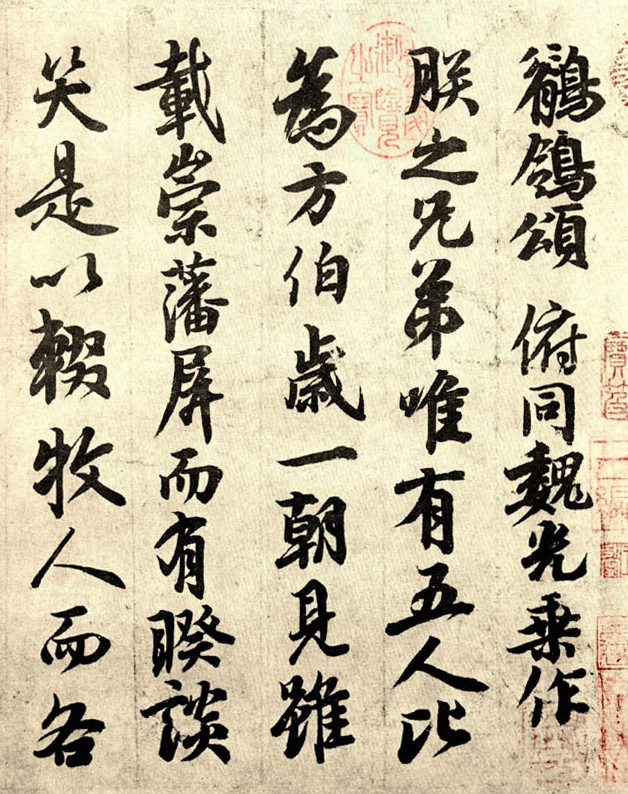
Xingshu, z czasów dyn. Tang
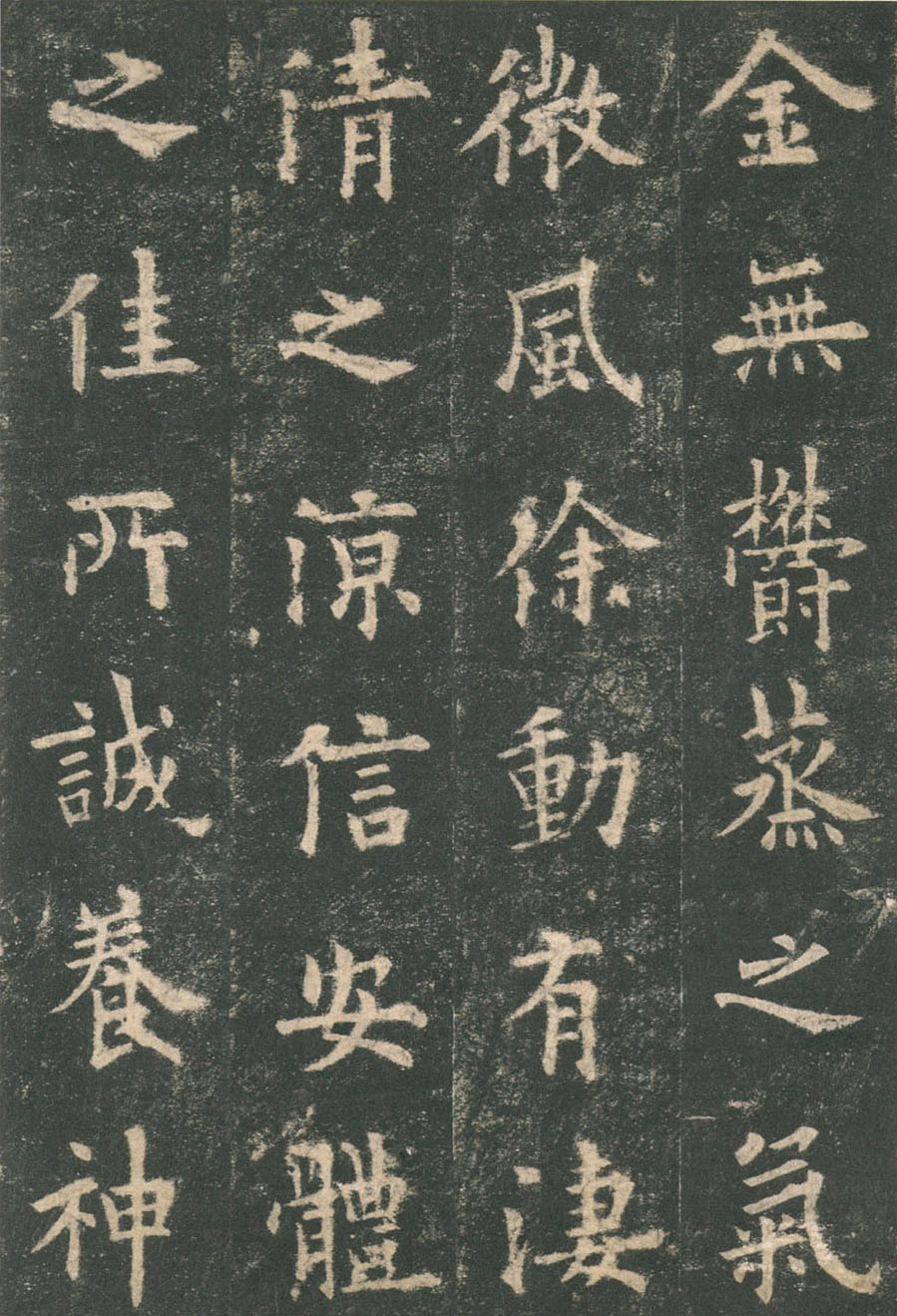
Kaishu autorstwa Ouyang Xuna, dyn. Tang

### Sławni kaligrafowie
Najsławniejszym chińskim kaligrafem jest Wang Xizhi, a najsławniejszym dziełem – znana tylko z kopii Przedmowa do rękopisu z Altany Orchidei (Lantingji Xu); jego syn Wang Xianzhi, też jest uznawany za wielkiego mistrza tej sztuki. Większość chińskich malarzy i poetów była równocześnie kaligrafami; raczej nie ma artystów specjalizujących się wyłącznie w kaligrafii. Wielkimi kaligrafami byli m.in.:
- Ouyang Xun
- Mi Fei
- Su Shi
- Song Huizong
- Zhao Mengfu
- Ni Zan

## Kaligrafowanie

### Narzędzia
Podobnie jak w przypadku malarstwa chińskiego są to tzw. cztery skarby gabinetu: pędzel pisarski (筆, bǐ), tusz (墨, mò), papier (紙, zhǐ) i kamień pisarski (硯, yàn). Z uwagi na swoją wysoką jakość, do kaligrafii wykorzystywany jest papier Xuan – o gładkiej powierzchni i czystej teksturze, odporny na gniecenie i niszczenie, łatwo wchłaniający wodę i tusz.

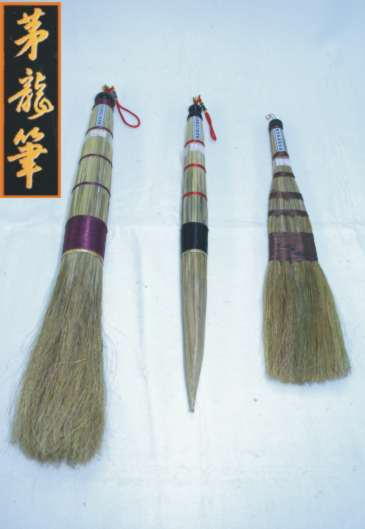
Różne typy pędzli pisarskich
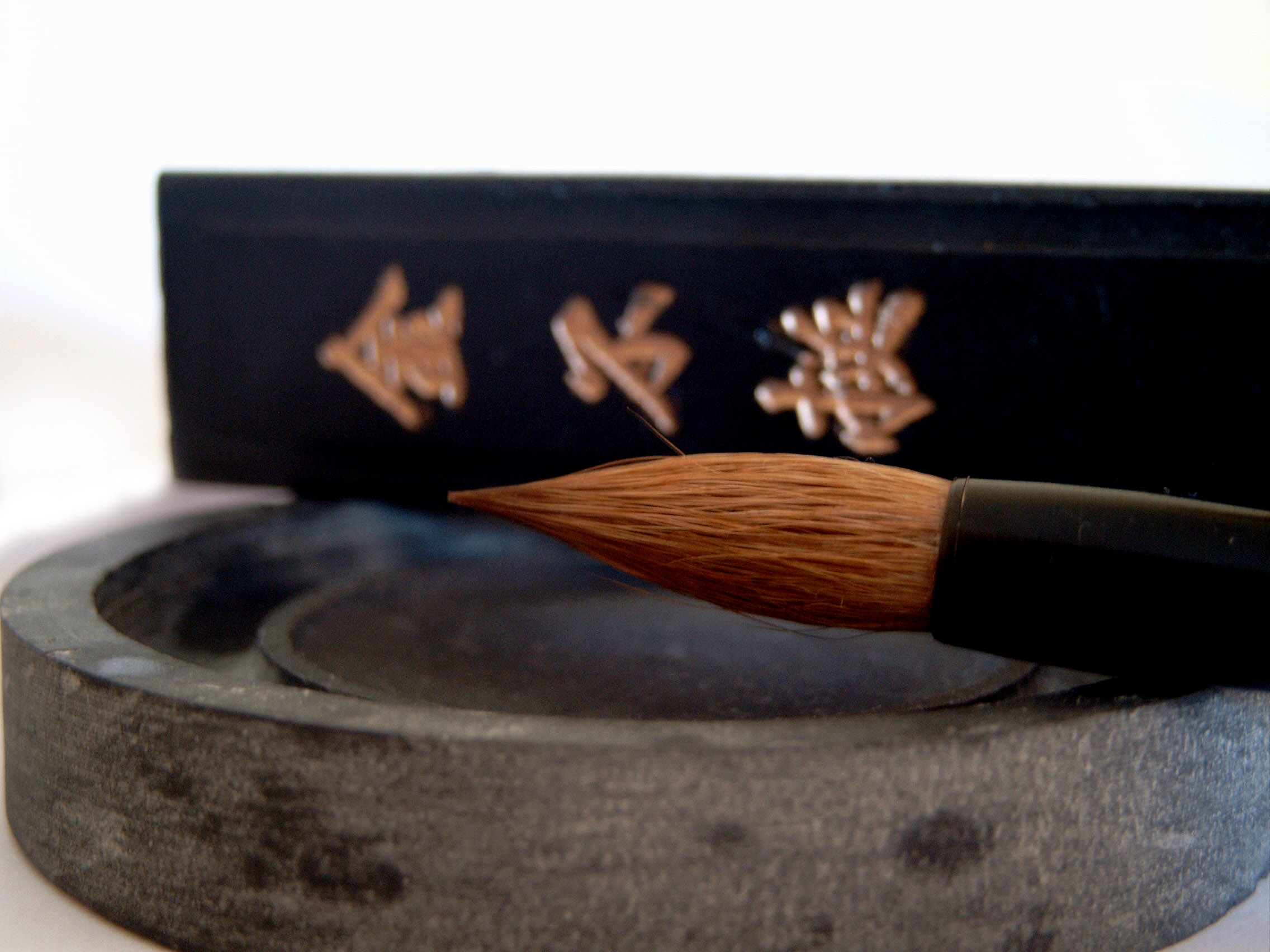
Typowy, ostro zakończony pędzel do pisania
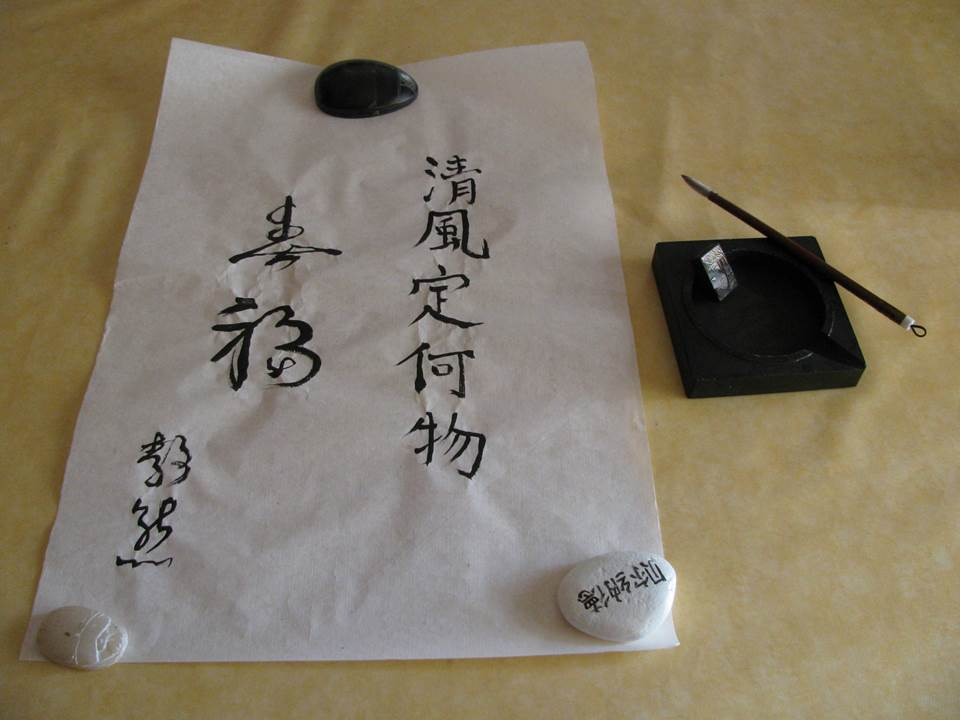
Arkusz papieru z kaligrafią
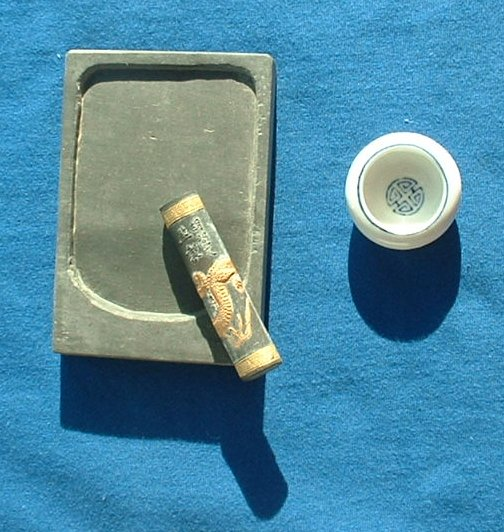
Sztabka chińskiego tuszu i kamień do rozcierania go z wodą

### Proces
Dwie podstawowe pozycje pisarskie to stojąca i siedząca. Pisze się najczęściej na poziomo rozłożonym arkuszu papieru, siedząc w stabilnej pozycji, z wyprostowanym kręgosłupem; środek ciężkości winien być lekko przesunięty do przodu, ale należy unikać nadmiernego pochylania się do przodu i zwieszania głowy nad stołem. Łokcie szeroko rozłożone i oparte o stół; przy pisaniu małych znaków nadgarstek opiera się o stół, przy większych jest lekko uniesiony – technika z wysoko uniesionym nadgarstkiem, stosowana przy dużych znakach uznawana jest za najbardziej zaawansowaną. Pisząc na stojąco należy przybrać podobną, wyprostowaną, ale nie napiętą posturę. Nowicjusze bywają często zmęczeni utrzymywaniem właściwej pozycji, niemniej nauczyciele i mistrzowie kaligrafii podkreślają zaangażowanie całego ciała w tworzenie dzieła.
Pędzel należy trzymać prostopadle do papieru, lekko, bez usztywniania nadgarstka, w trzech palcach (można oprzeć o czwarty, serdeczny). Palec wskazujący i kciuk trzymają pędzel, środkowy przez lekki nacisk pozwala na zmianę jego kąta. Wzrok winien śledzić ruch pędzla na papierze.
Pisać należy w spokoju i bez pośpiechu, w warunkach pozwalających na relaks i koncentrację. Mistrz kaligrafii, Yu Shinan (VII w.), podkreślał, że aby pisać, trzeba „odrzucić wszystkie myśli i skupić się na rzeczywistości duchowej”, uspokoić umysł, co przełoży się na subtelność w stawianiu znaków. Niezrównoważony oddech miał prowadzić do brzydkich znaków, niespokojny umysł – do nieodpowiedniego pisma.
Ćwiczenie kaligrafii ma doprowadzić do pełnej biegłości, by móc przejść na poziom ekspresji emocji poprzez pismo; stąd wiele jest opowieści o adeptach tej sztuki ćwiczących bezustannie i długotrwale, kosztem czasu na sen i posiłki. Zhong Yao miał ćwiczyć 30 lat, Wan Wenming codziennie dziesięć razy przepisywać Esej tysiąca znaków, a Deng Shiru każdego dnia zużywać całą tafelkę tuszu.

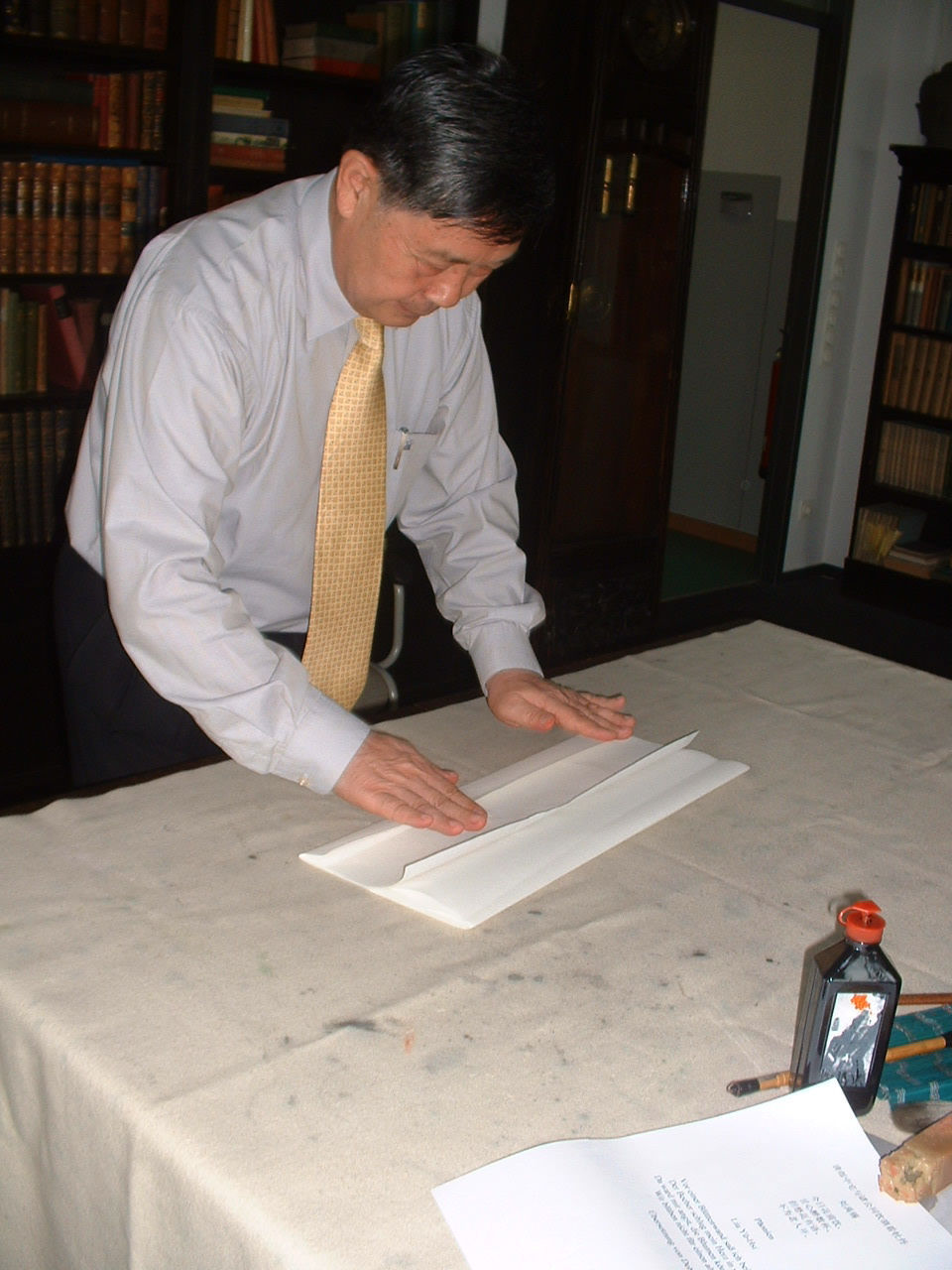
Rozwijanie papieru. W chińskiej kaligrafii używa się papieru cienkiego, chłonącego wodę.
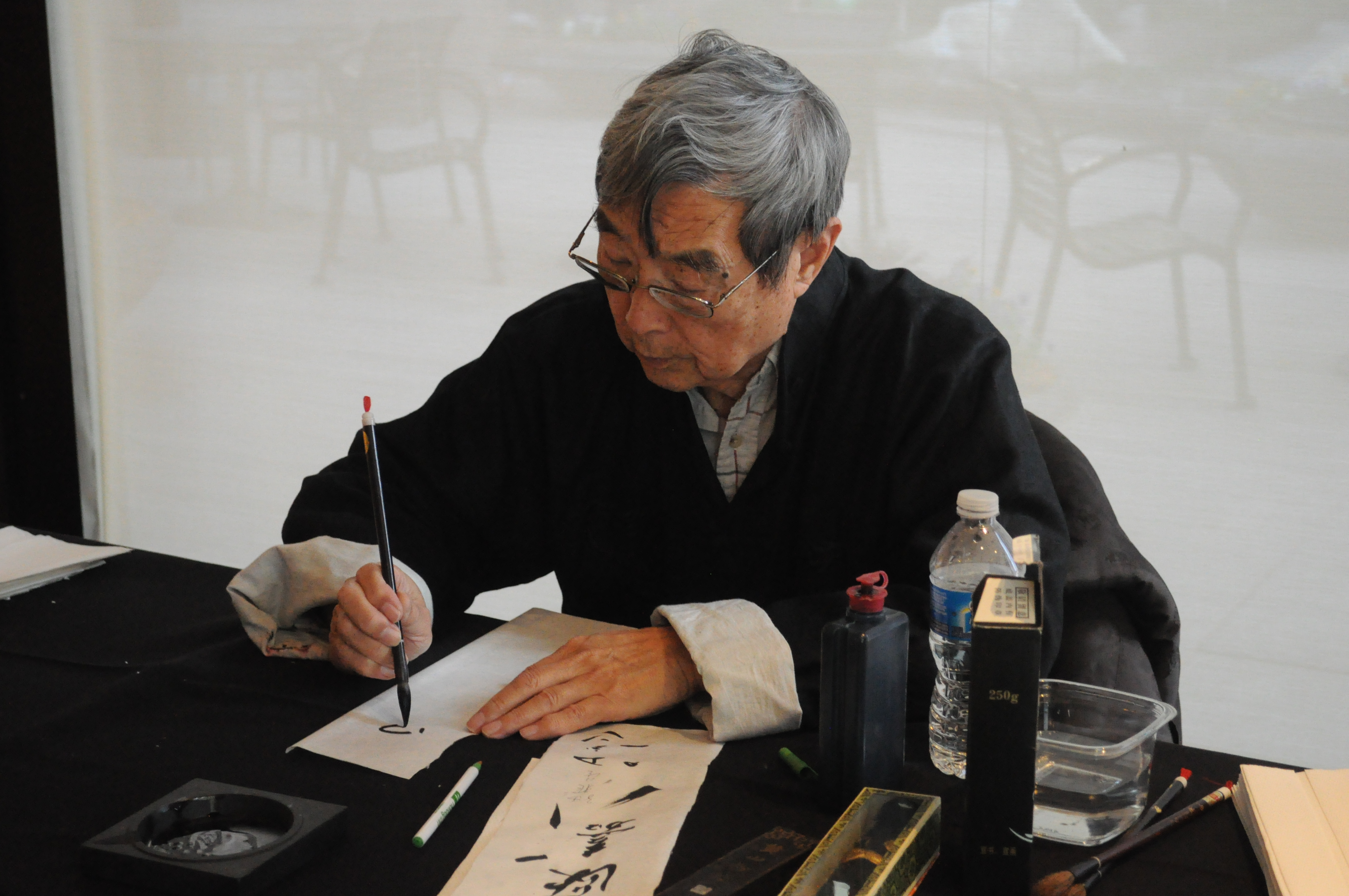
Typowa pozycja kaligraficzna
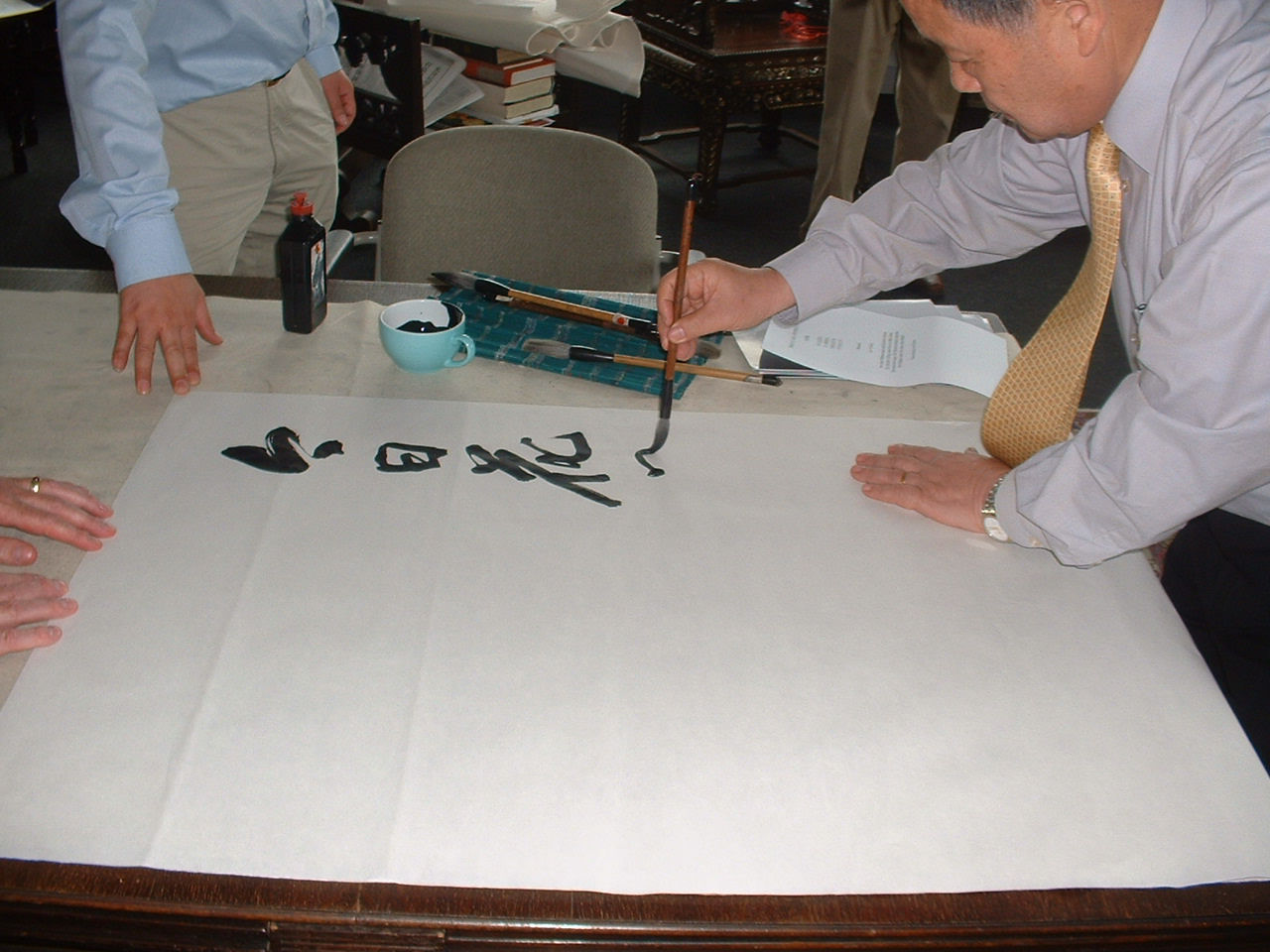
Kaligrafowanie. Pędzel powinien być prowadzony prostopadle do papieru.
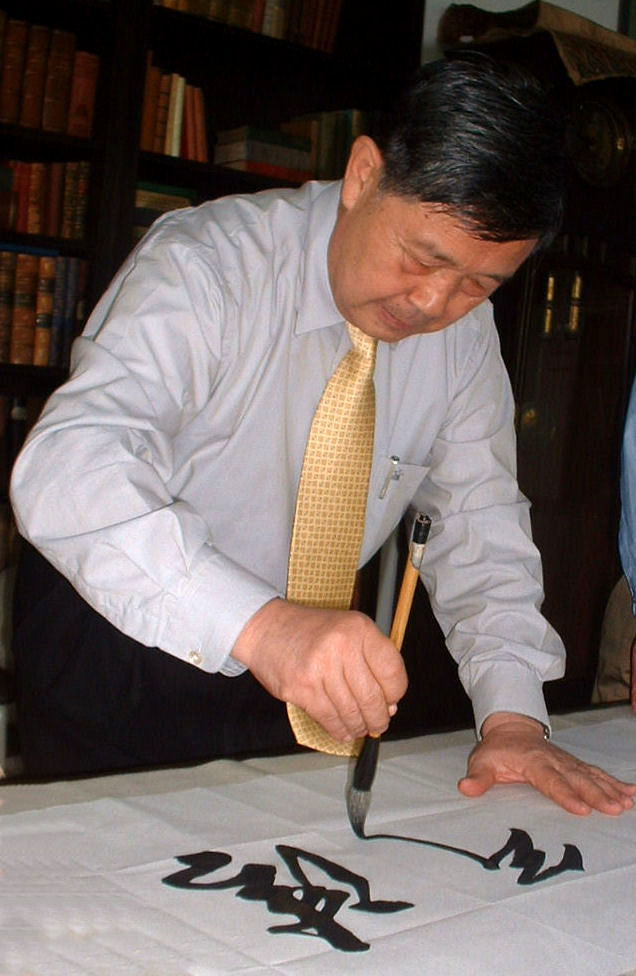
Mówi się, że dobry artysta pracuje całym ciałem i całą duszą.
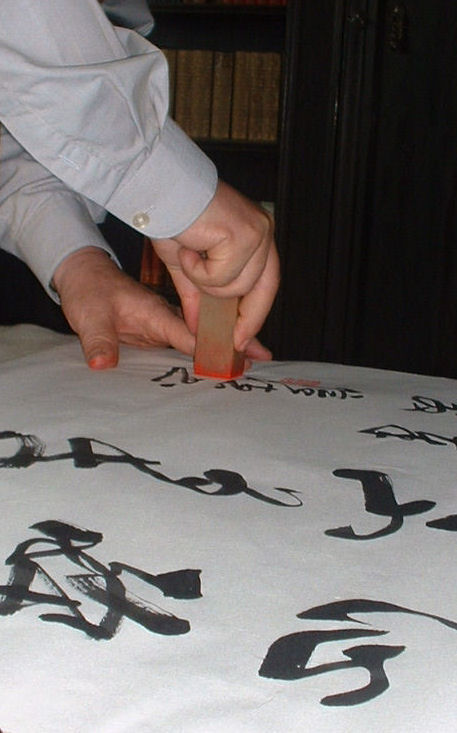
Przystawienie pieczęci autora, służącej jako podpis
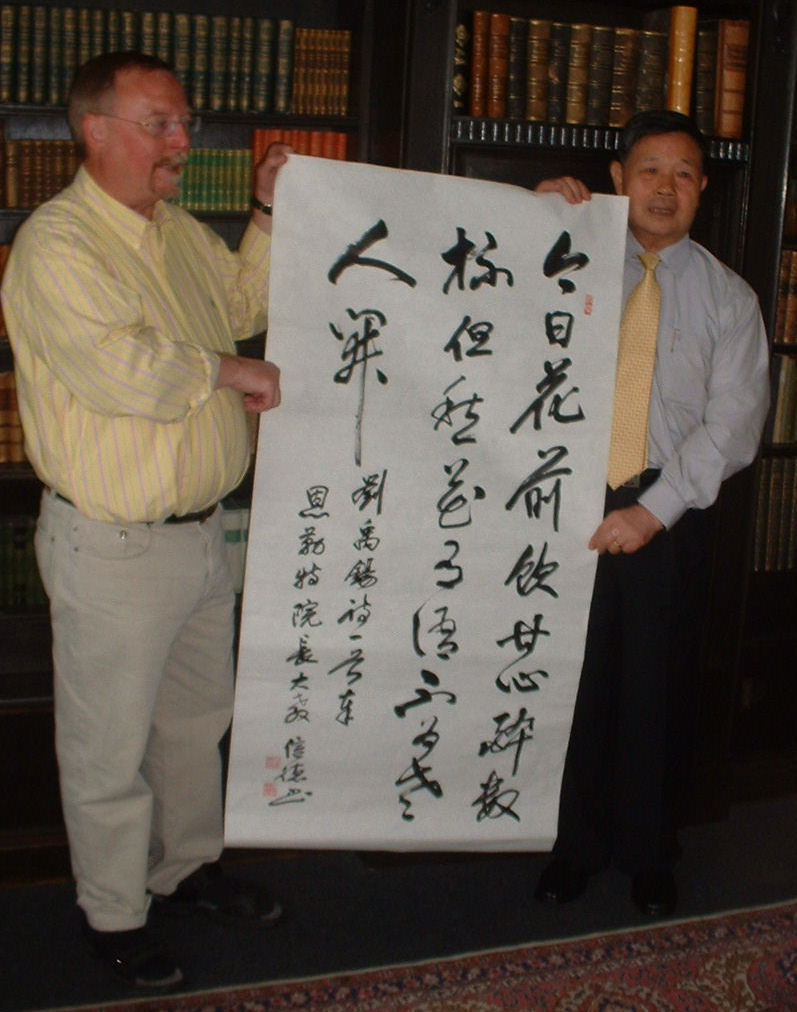
Prezentacja gotowego dzieła

## Kaligrafia jako sztuka

### Estetyka kaligrafii

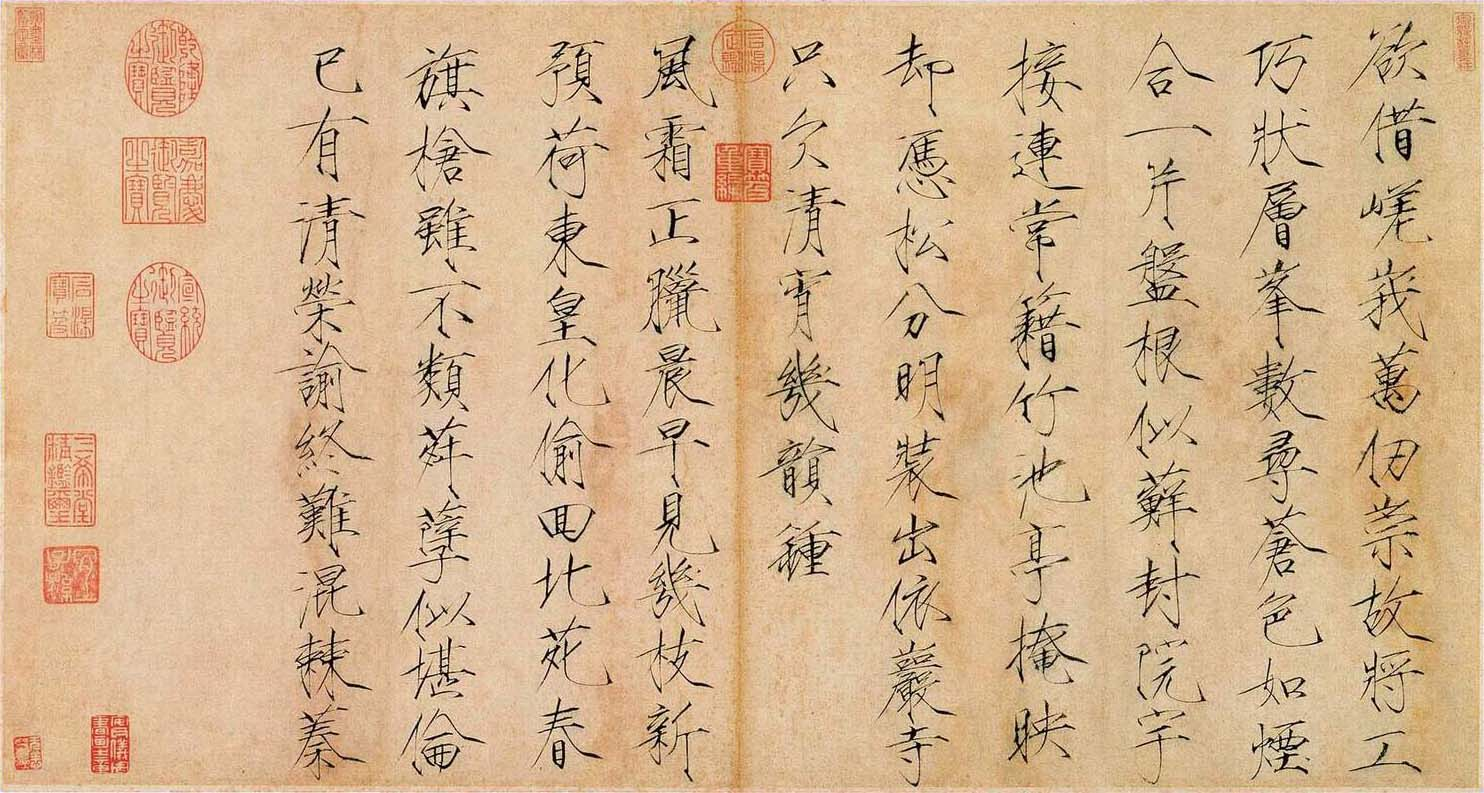
Kaligrafia cesarza Song Huizonga

Kaligrafia w Chinach uznawana była za sztukę równorzędną, a nawet przewyższającą malarstwo. Używała tych samych narzędzi i technik, przez co umiejętności malarskie lub pisarskie mogły zostać zastosowane w tworzeniu dzieł drugiej sztuki (pisania lub malowania).
Podobnie jak w rysunku, ceniono dzieła kaligraficzne za kompozycję, proporcje między elementami i równowagę między nimi, jedność całości. Pismo powinno być szybkie, dynamiczne, żywe i energiczne i wyrażać indywidualność twórcy oraz emocje twórcy. W tym różni się od kaligrafii europejskiej, która ceniła powtarzalność i ozdobność.

### Znaczenie i wykorzystanie kaligrafii
Kaligrafia chińska była przede wszystkim sztuką użytkową, służącą sporządzaniu pięknych i eleganckich napisów: wierszy, aktów urzędowych, napisów na świątyniach, a także szyldów i reklam. Istotne było też tworzenie pamiątkowych inskrypcji – część z nich kuto w kamieniu. Ważnym zastosowaniem kaligrafii była epistolografia, w której piękne pismo współgrało z elegancką treścią listu. Wykorzystywana była także do sporządzania noworocznych napisów, umieszczanych na domach z okazji Chunjie. Reklamowe i ozdobne kaligrafie są wciąż w powszechnym użyciu, podobnie jak kontynuowana jest tradycja umieszczania kaligrafii wśród natury, w szczególnie pięknych miejscach widokowych. Sławne góry pełne są inskrypcji, często wielometrowych, wykutych w skałach; jednym z największych zbiorów takiej kaligrafii pod gołym niebem jest Tai Shan.
Chińska kaligrafia wykraczała jednak poza funkcje czysto użytkowe, które wypełniała też kaligrafia europejska. Uznawano ją za samodzielną, bardzo wysoko cenioną sztukę, a kaligrafowane napisy oprawiano na wzór obrazów. Kaligrafia współistniała z malarstwem – typową praktyką było łączenie poezji z obrazem, przez umieszczenie wykaligrafowanego wiersza na malowidle. Inną częstą praktyką było dopisywanie inskrypcji pochwalnych lub wyrażających uczucia wzbudzone przez dany obraz. Umieszczenie napisu na obrazie nie było jego dewastacją, przeciwnie – podnosiło jego wartość (pod warunkiem, że kaligrafia była wysokiej klasy).
Kaligrafia pełniła też istotną funkcję ekspresyjną. Wyćwiczeni kaligrafowie, biegli w sztuce pisania, nie koncentrowali się już na stawianiu znaków, lecz – poprzez nie – dawali upust swoim uczuciom. Cai Yong, autor Sztuki pędzla, twierdził, że by pisać, trzeba „puścić wodze sercu”, uwolnić uczucia i wyrazić je na piśmie. Dla uczonych konfucjańskich kaligrafia stawała się artystycznym językiem wyrażania emocji i życia duchowego. Uznawano, że istnieje odpowiedniość między stanem ducha twórcy a dziełem kaligraficznym, którą wprawny odbiorca jest w stanie dostrzec przez minimalne zmiany w formach ideogramów. Pismo stawało się sposobem ekspresji nie treści językowej, lecz emocjonalnej. Stąd wielu twórców bezustannie ćwiczyło, nie dla nabrania biegłości w samej sztuce pisania, lecz traktując ją jako ćwiczenie duchowe. Kaligrafia chińska nigdy jednak nie stała się sztuką abstrakcyjną, czysto formalną, i zawsze pozostała związana z tekstem; nie spotyka się np. pięknie wykaligrafowanych wulgaryzmów.
Na podstawie pisma można było odgadnąć temperament, moralność i erudycję piszącego. Ponieważ wierzono w możliwość wyrażenia stanu ducha poprzez kaligrafię, stała się ona, za czasów dynastii Tang, elementem egzaminów urzędniczych, jako sposób oceny charakteru kandydata. W następnych wiekach zrezygnowano z tej praktyki, ale eseje egzaminacyjne dalej kaligrafowano, przez co sztuka pięknego pisma była sposobem uzyskania wysokiego stanowiska i zaszczytów, a to przekładało się na jej prestiż. Fakt, że cesarze (np. Kangxi, Qianlong czy Song Huizong) byli jej praktykami, także przyczyniał się do szacunku, jakim ją darzono.

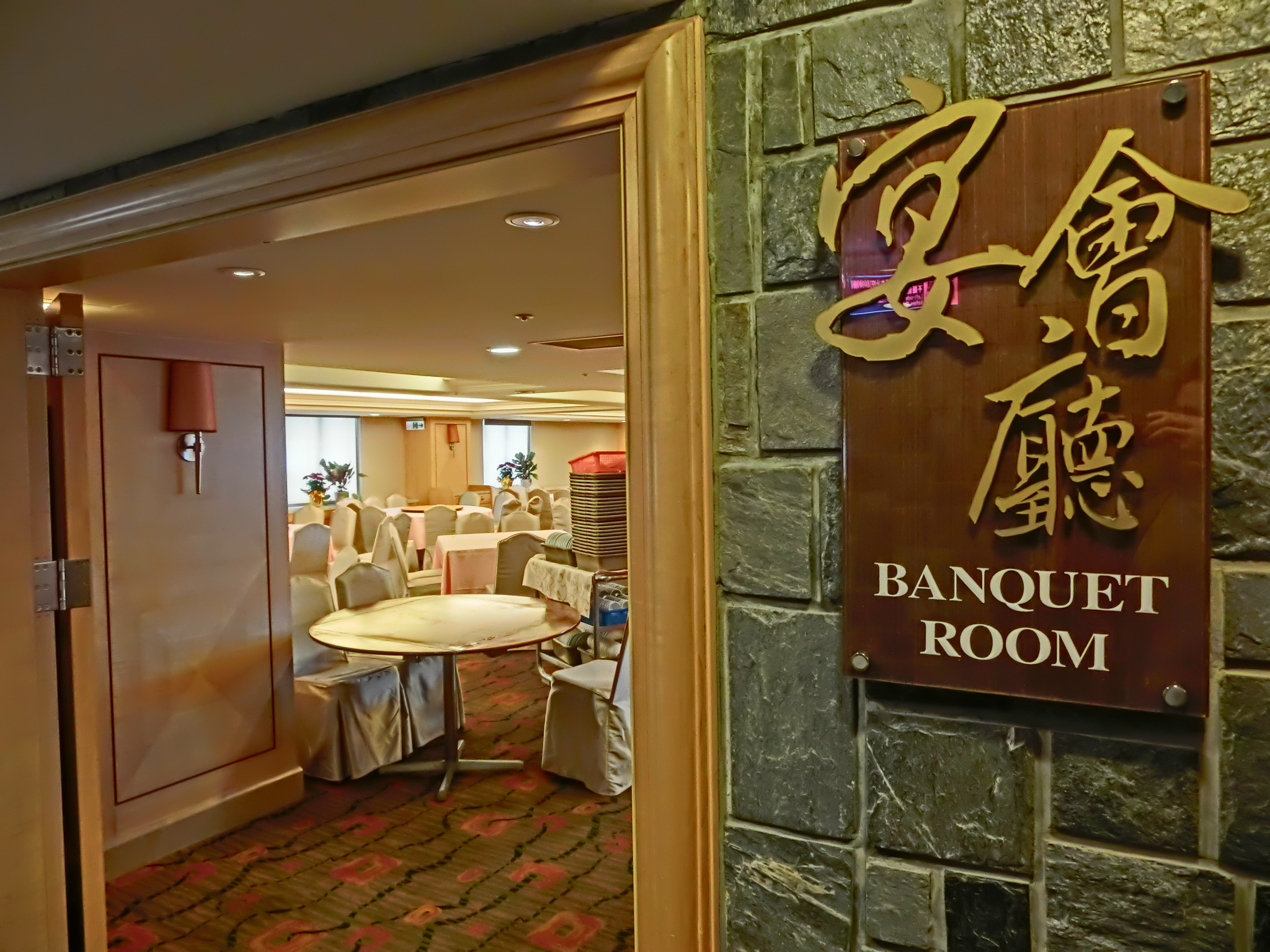
Kaligrafia użytkowa – znak w hotelu w Tajpej
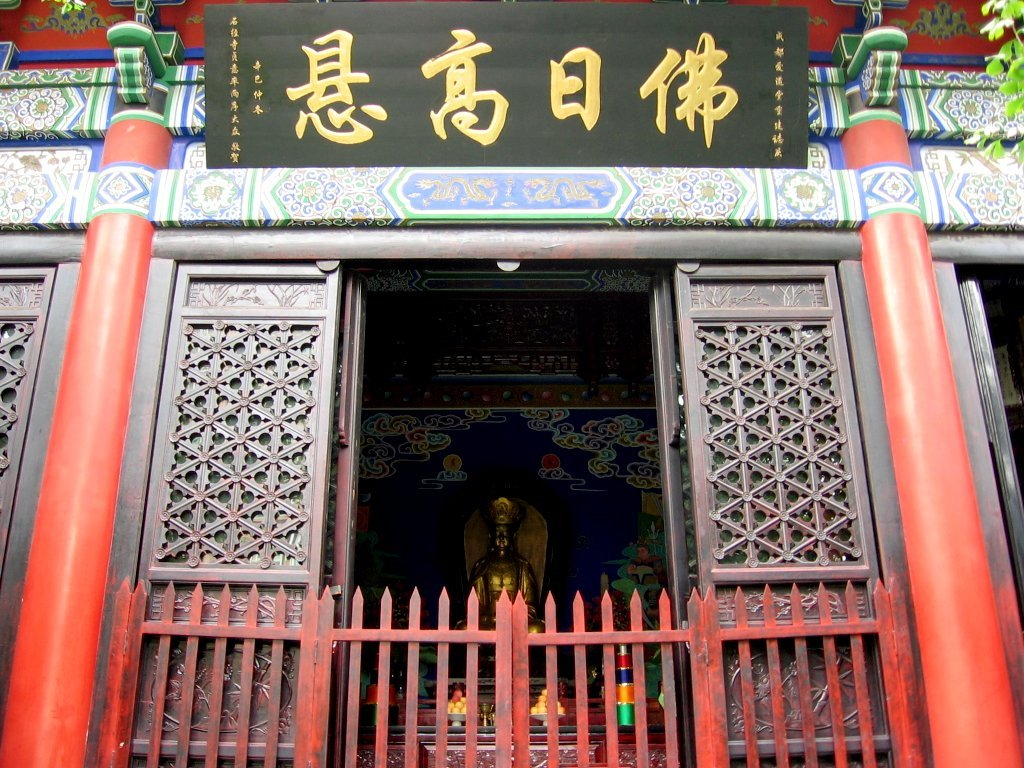
Inskrypcja nad drzwiami świątyni w Chengdu
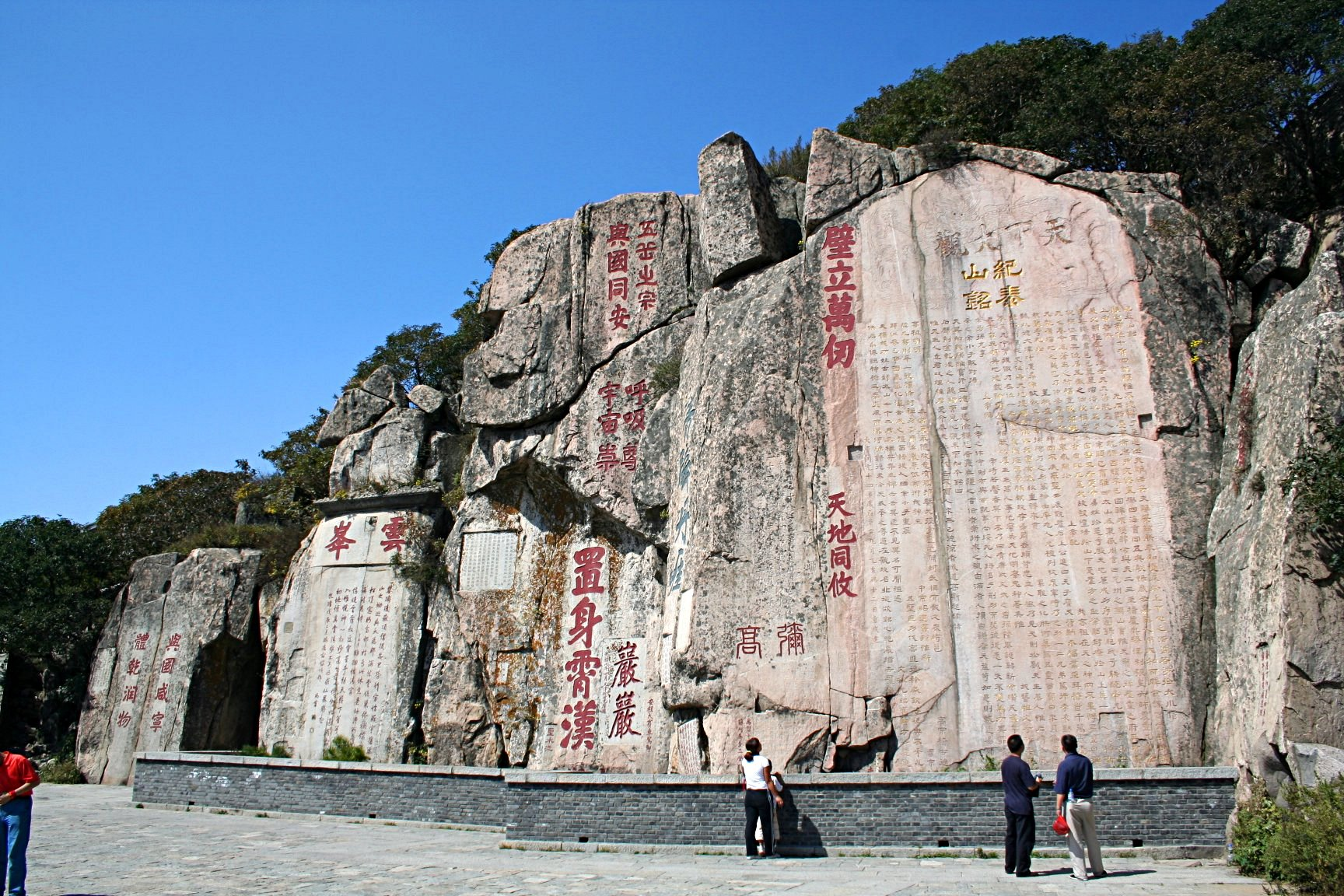
Kaligrafia i piękno natury – inskrypcje na Tai Shan
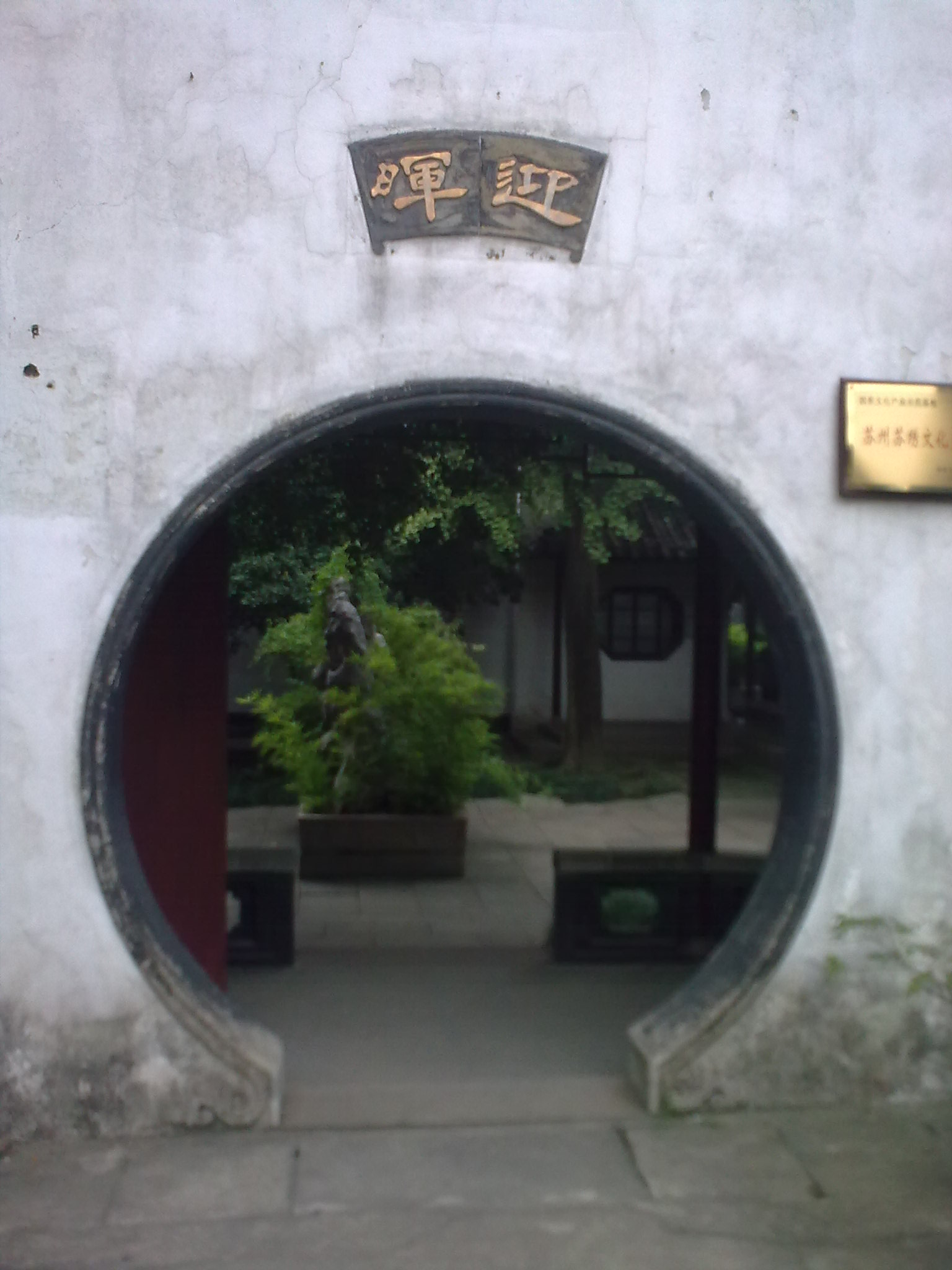
Kaligrafia w stylu lishu w klasycznym chińskim ogrodzie
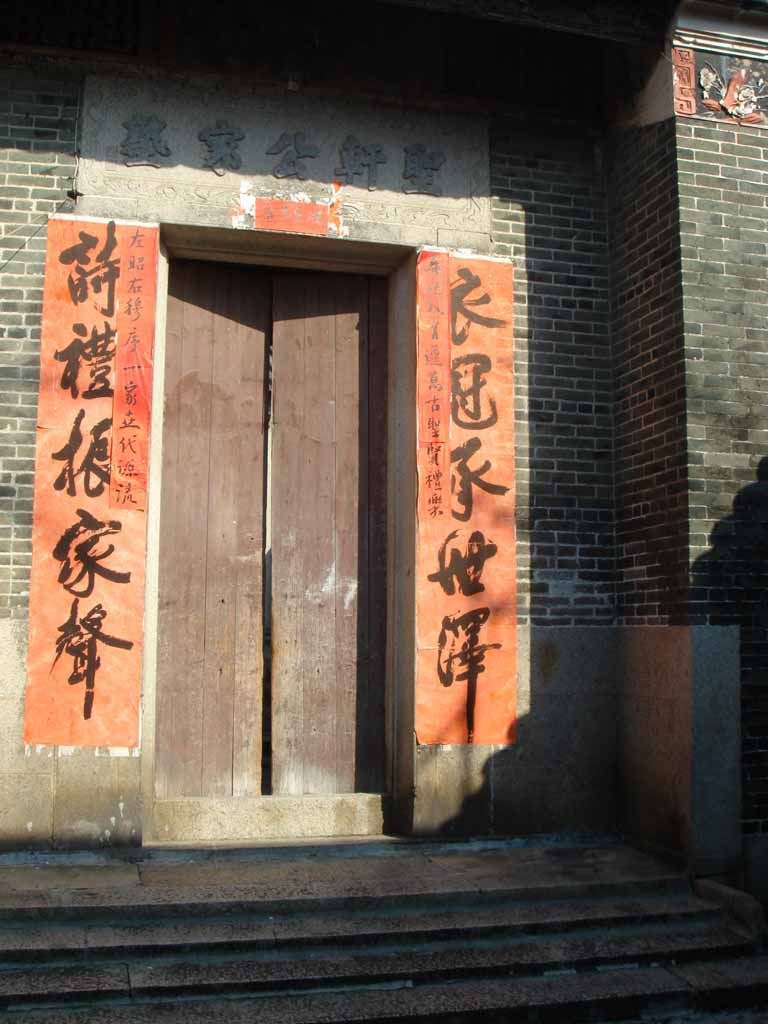
Noworoczne kaligrafie naklejone przy drzwiach
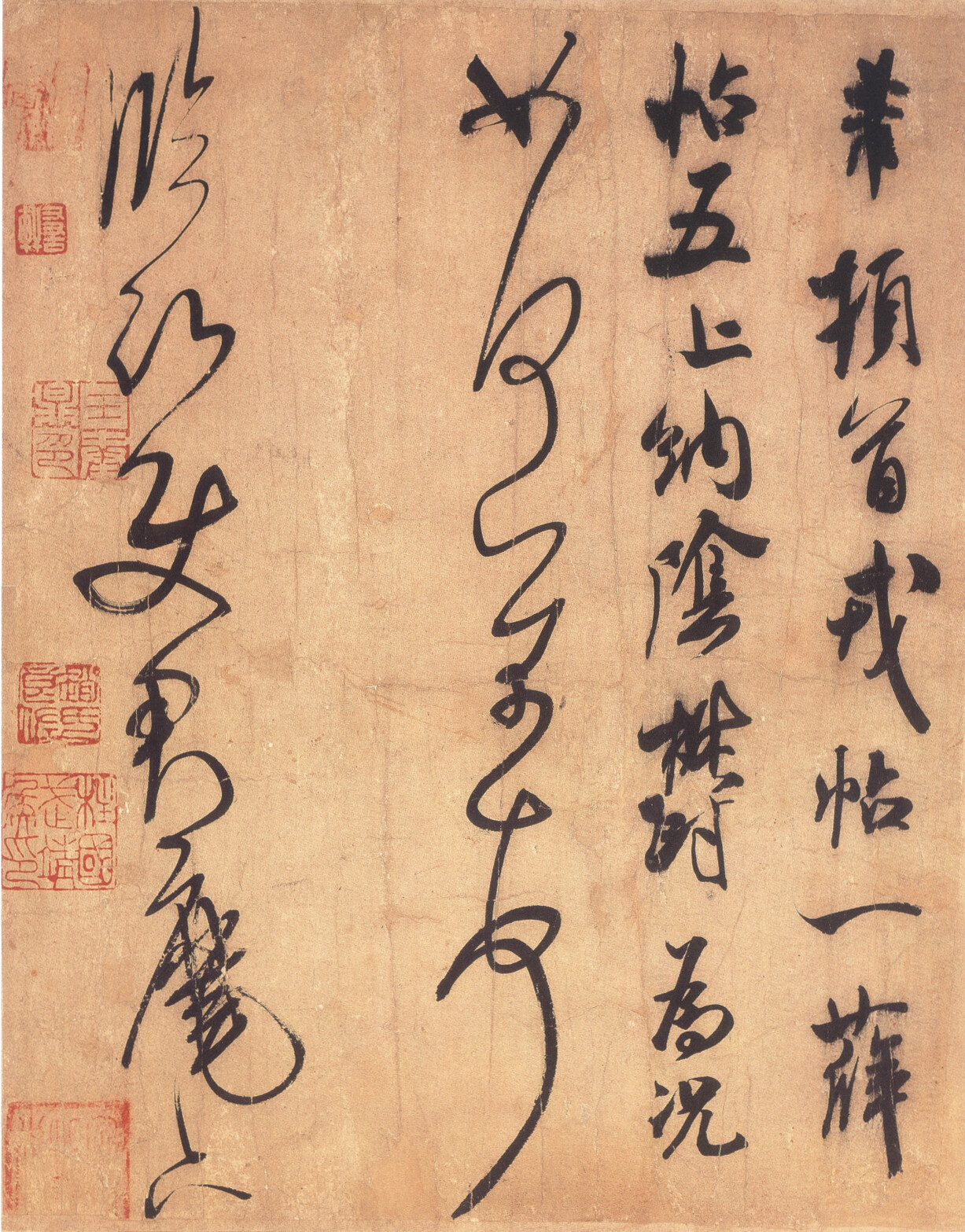
List autorstwa Mi Feia, styl kursywny
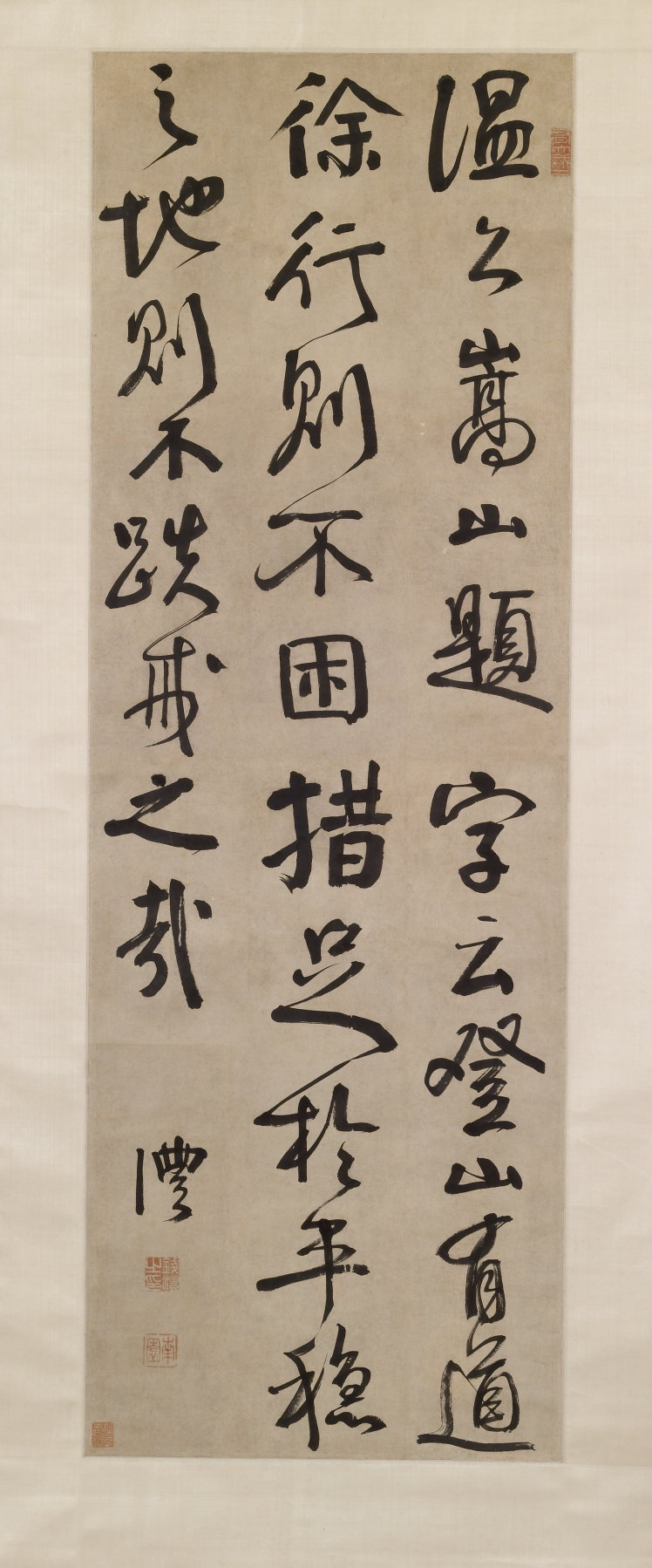
Kaligrafia jako samodzielne dzieło

### Wpływ sztuki kaligrafii
Z chińskiej kaligrafii wywodzą się kaligrafia japońska, koreańska i wietnamska.
W Japonii początkowo kaligrafowano znaki chińskie (kanji), a od IX w. także japońskie (kana); pierwotnymi ośrodkami tej sztuki były dwory arystokratyczne i klasztory buddyjskie. W pierwszej połowie X w. Ono no Tōfū zapoczątkował japoński styl kaligraficzny (style japońskie obejmują zarówno pisma przy użyciu ideogramów, jak i sylabariuszy kana). Kaligrafia japońska była pod wpływem chińskiej (cztery główne okresy zapożyczeń to: VI w., kiedy oddziaływała sztuka wczesnotangowska; VIII/IX w. – wpływy późnego dworu Tang; poł. XVII w., kiedy napłynęły dzieła w stylu Song, Yuan i Ming; i koniec XIX w. – wpływy archaizującej mody na pismo z okresu północnej dynastii Wei). Podobnie jak w Chinach, kaligrafia była ściśle związana z malarstwem, w szczególności w stylach zenga i suiboku-ga; jest istotnym elementem obrazów kakemono.
Koreańska kaligrafia także rozwijała się pod wpływem kolejnych stylów chińskich. Za czasów zjednoczonego królestwa Silla dominowały wpływy artystów tangowskich; styl Ouyang Xuna i Yu Shinana był naśladowany do połowy XIV w., kiedy to głównym wzorem do naśladowania stało się „miększe”, bardziej zaokrąglone pismo Zhao Mengfu – tzw. styl zhao stał się podstawą późniejszej kaligrafii koreańskiej. Za czasów dynastii Joseon najwybitniejszym kaligrafem był Kim Jeong-hui, który na bazie pisma lishu rozwinął własny styl, zwany chusa (秋史體). W pierwszej połowie XX w. w Korei silne były wpływy kaligrafii japońskiej, a w drugiej – zaznaczyły się efekty promowania przez władze wyłącznego użycia pisma hangul

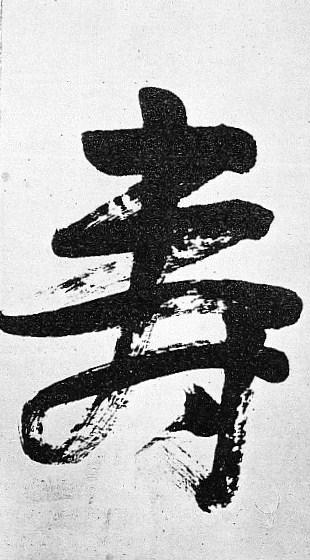
Kaligrafia japońska (kanji), autorstwa cesarza Yoshihito
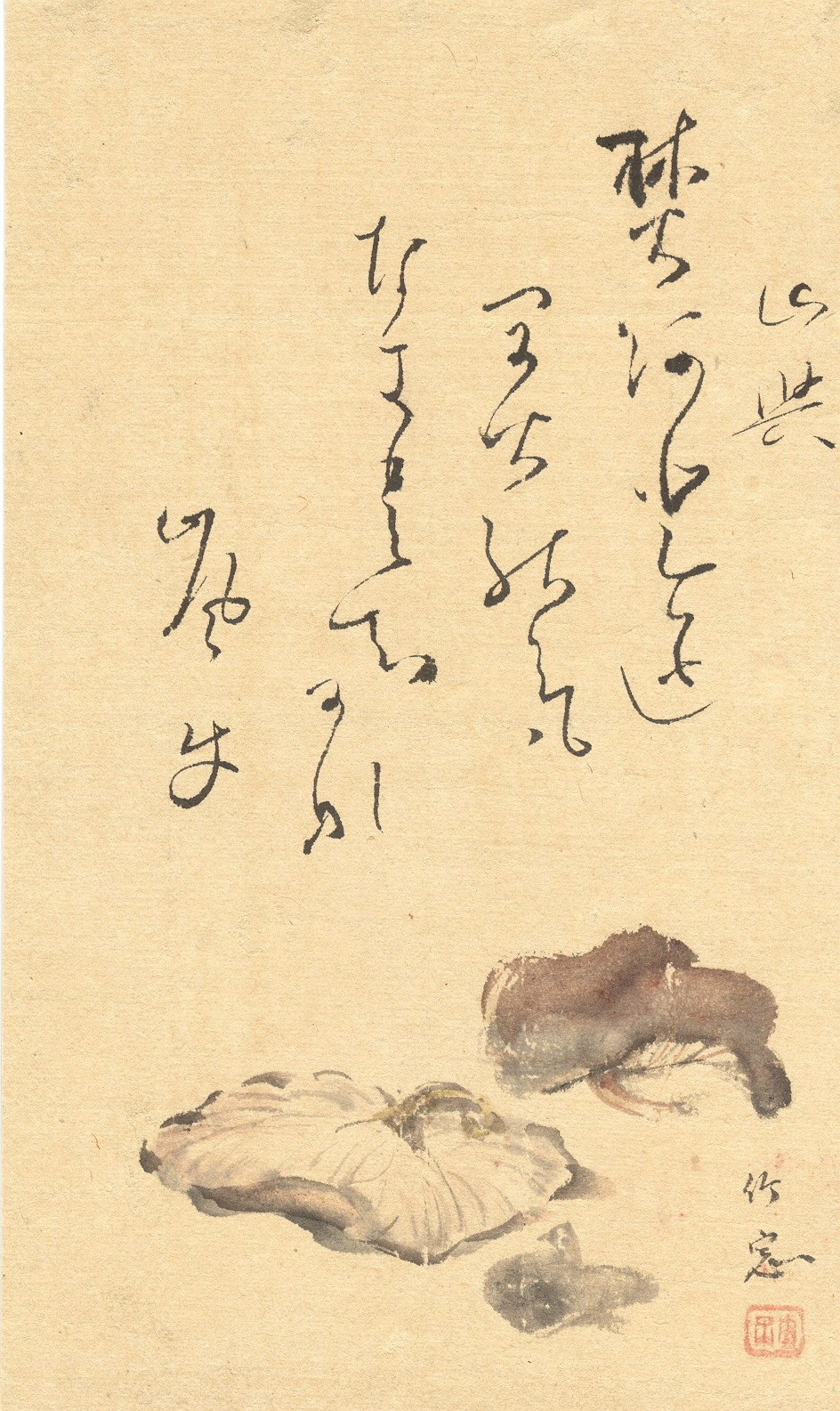
Kaligrafia japońska, styl trawiasty
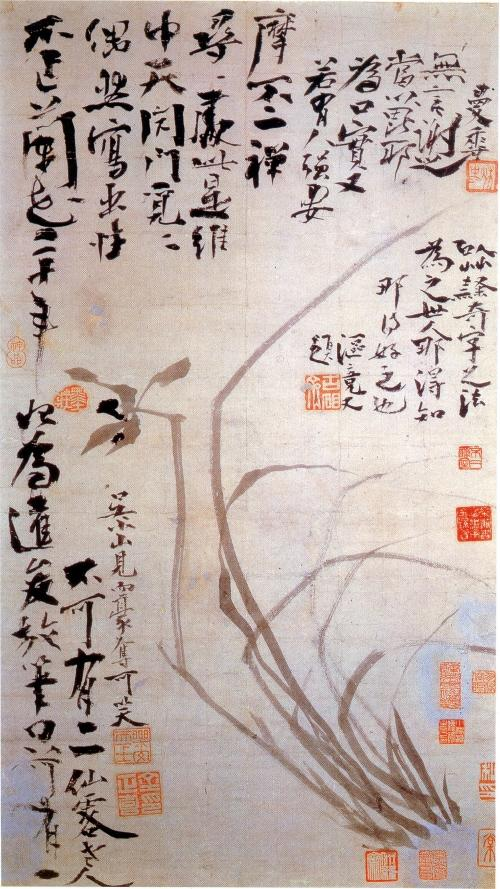
Przykład kaligrafii koreańskiej
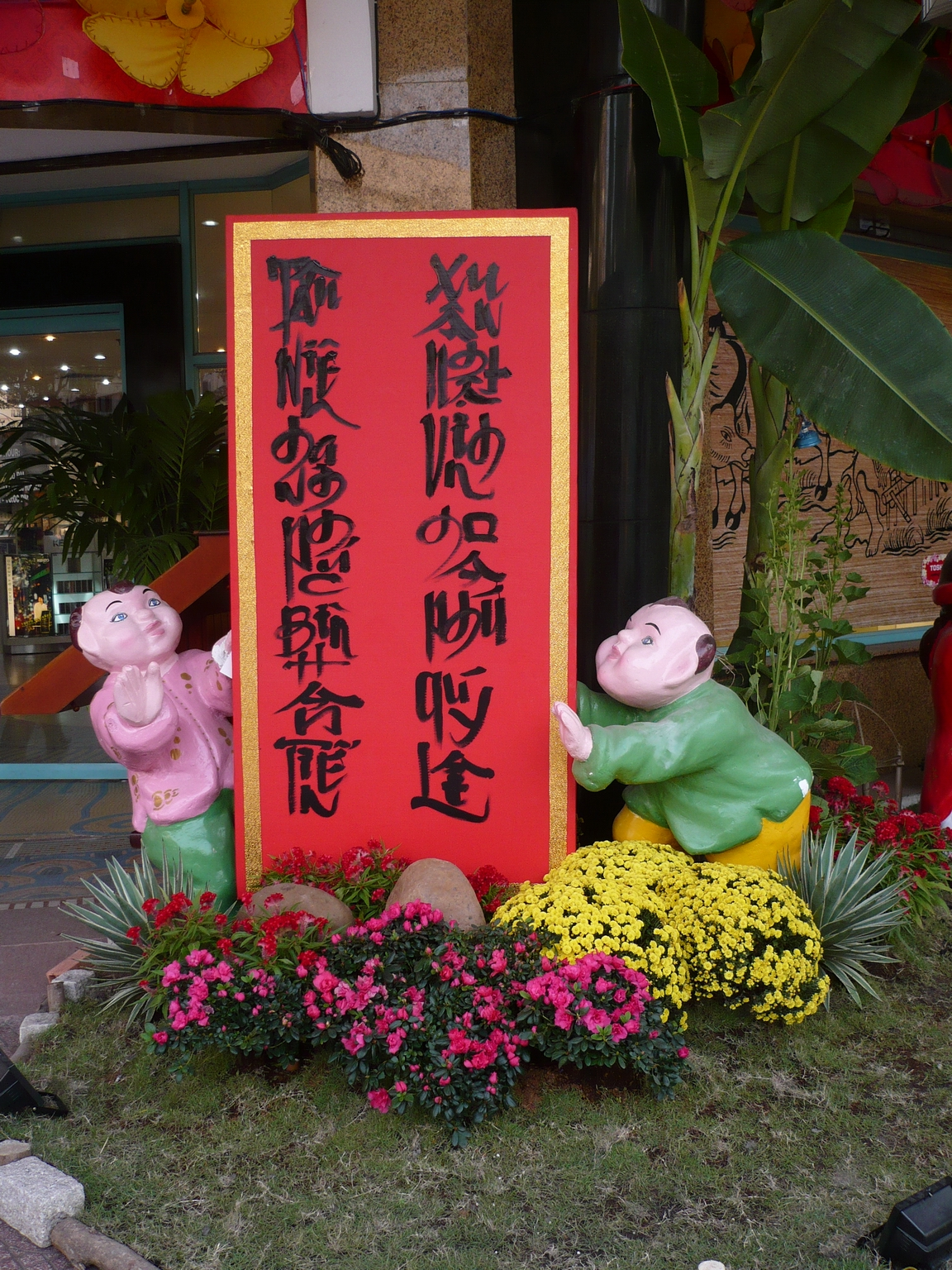
Kaligrafia wietnamska